# أساطير فنلندا

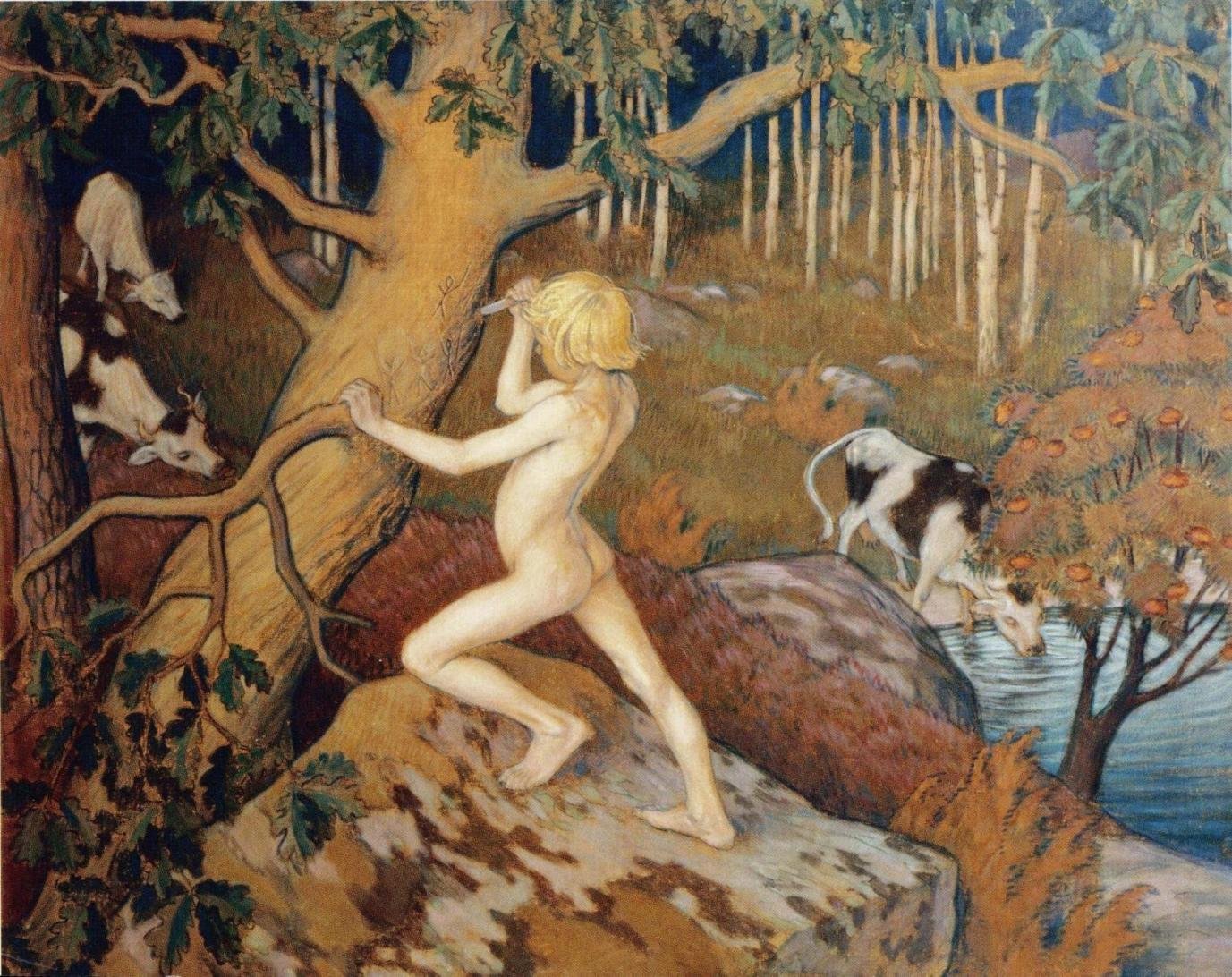
توجد لوحة كوليرفو من كاليفالا للفنان فاينو بلومستيدت ضمن مجموعة خاصة.

الأساطير الفنلندية هي الأساطير المتعلقة بالوثنية الفنلندية التي مارسها الشعب الفنلندي قبل تنصيره. لديها العديد من السمات المشتركة مع زميلتها الأساطير الإستونية الفينية وجيرانها من غير الفينية والبلطية والإسكندنافية. بعض أساطيرهم هي أيضاً ذات صلة بعيدة بأساطير المتكلمين بلغات فينية أوغرية أخرى مثل الساميين.
حـفظ التراث الشفوي الأساطير الفنلندية ضمن الشعر الغنائي الأسطوري وكذلك الفولكلور في القرن التاسع عشر.
رغم أن التأثير التدريجي للثقافات المحيطة رفع من أهمية آلهة السماء بطريقة monolatristic («عدة آلهة في واحد»)، الإله الأب «أوكو» (الرجل العجوز) كان في الأصل مجرد روح طبيعية كالآخرين. من الحيوانات، كان الدب أقدسها، واسمه الحقيقي لم يكن ينطق بصوت عال، لئلا يكون نوعه غير مواتٍ للصيد. اعتُبر الدب ("karhu" بالفنلندية) تجسيداً لأجدادهم، ولهذا السبب أطلق عليه العديد من الأسماء الملطفة: "mesikämmen" («مخلب الميد»)، "otso" («واسع الجبين»)، "kontio" («ساكن الأرض»)، "lakkapoika" («فتى التوت») ولكن ليس إلهاً.

## دراسة الأساطير الفنلندية والتاريخ الديني
أول ذكر تاريخي للدين الفلكلوري الفنلندي كان من قبل الأسقف اللوثري والمصلح ميكايل أغريكولا (1510-1555) في مقدمة ترجمته الفنلندية للمزامير سنة 1551. ذكر أغريكولا قائمة لآلهات هامي وكاريليا، بواقع اثنتي عشرة آلهة في كل منطقة، وُضعت مع وظائفها المزعومة باقتضاب في شكل أبيات. (ذكر بعض المعلقين أن الآلهة مدرجة لمنطقة هامي كانت فقط 11، فلا يعد ذكر أغريكولا لPiru، الشيطان.) بالنظر للقائمة، يعتبر أغريكولا أب دراسة الأساطير والتاريخ الديني الفنلندي. وفي وقت لاحق العلماء والطلاب ونقلت شائع ولم يسرد أغريكولا باعتبارها مصدراً تاريخياً؛ إلا في أواخر القرن الثامن عشر العلماء البدء في تقييم دقيق للآلهة "" في قوائم أجريكولا والمعلومات التي قدمت بشأنها، تحديد مع مزيد من البحث أن معظم الأرقام الواردة في القوائم كانت له يسوا آلهة، ولكن الروح المعنوية وصي المحلية، وشخصيات من الأساطير الشعبية أو الأساطير التفسيرية، أبطال الثقافية والقديسين المسيحيين تحت أسماء بديلة، وفي حالة واحدة، مهرجان وقت الحصاد.
كتاب كرستفريد غاناندر الأساطير الفينية "Mythologia Fennica" المنشور في عام 1789 هو الأول من نوعه عن الأساطير الفنلندية. تكثف البحث في الفولكلور الفنلندي في القرن التاسع عشر. جال الدارسون من أمثال إلياس لونروت ويوهانا فريدريك كايان وماتياس ألكسانتري كاسترين د.إ.د. إيوروبايوس عبر فنلندا لكتابة الشعر الغنائي الشعبي من مغني الرونو (قصيدة). من هذه المواد لونروت بتحرير الكاليفالا فضلاً عن الكانتيليتار. وقد سمح ثروة من الشعر الشعبي التي تم جمعها في القرن التاسع عشر في كثير من الأحيان يتعامل مع المواضيع وثنية قبل المسيحية، والعلماء لدراسة الأساطير الفنلندية في مزيد من التفاصيل.